# FC Chambly
Football Club de Chambly Oise is een Franse voetbalclub uit Chambly.
De club werd in 1989 opgericht door de broers Luzi. Vanaf 2001 begon de club aan een opmars en werd in 2010 kampioen in de Division d'Honneur Picardie. In 2006 ging de club samen met clubs uit Neuilly-en-Thelle, Ercuis, Crouy-en-Thelle en Fresnoy-en-Thelle en werd de verwijzing naar het Land van Thelle (regio binnen het departement Oise) aan de naam toegevoegd. In 2012 won Chambly haar poule in de CFA 2 en in 2014 haar poule in de CFA. Hierdoor speelt FC Chambly in het seizoen 2014/15 voor het eerst in de Championnat National. In 2016 werd Thelle uit de naam gehaald en vervangen door een verwijzing naar het departement Oise. De club haalde in het seizoen 2017/18 de halve finale van de Coupe de France waarin het verloor van reeksgenoot Vendée Les Herbiers Football. In het seizoen 2018/19 eindigde de club als tweede en promoveerde voor het eerst naar de Ligue 2.
De eerste voorzitter van de club was Walter Luzi. In 2001 gaf hij de fakkel door aan zijn zoon Fulvio, die sinds 1989 trainer was van het eerste elftal. Fulvio werd als trainer opgevolgd door zijn broer Bruno, die van 1989 tot 2001 in het eerste elftal van de club speelde.

## Eindklasseringen
- 2010 1e
Niveau 6
- 2011 9e
CFA2
- 2012 1e
CFA2
- 2013 2e
CFA
- 2014 1e
CFA
- 2015 14e
National
- 2016 9e
National
- 2017 5e
National
- 2018 12e
National
- 2019 2e
National
- 2020 10e
Ligue 2
- 2021 19e
Ligue 2
- 2022 16e
National
- 2023 3e
National 2
- 2024 4e
National 2

- Niveau 2
- Niveau 3
- Niveau 4
- Niveau 5
- Niveau 6

## Bekende (ex-)spelers
- Pierre-Baptiste Baherlé
- Thomas Henry
- Keelan Lebon
- Florian Pinteaux
- Pierre Womé